# بسامد فراپایین
بسامد فراپایین (انگلیسی: Ultra low frequency) که به اختصار ULF نامیده می‌شود، بر پایه تعریف اتحادیه بین‌المللی مخابرات بخشی از موج الکترومغناطیس در بازه بسامد میان ۳۰۰ هرتز و ۳ کیلوهرتز است. در علوم مغناطیس‌سپهر و لرزه‌شناسی اغلب تعریف دیگری شامل بازه بسامد ۱ مگاهرتز تا ۱۰۰ هرتز، ۱ مگاهرتز تا ۱ هرتز، و ۱۰ مگاهرتز تا ۱۰ هرتز ارائه می‌شود. در علوم جوی بسامدهای بالای ۳ هرتز را اغلب به نام بسامد بس‌پایین (ELF) می‌شناسند.